# Sint-Pauluskerk (Oudenbos)
De Sint-Pauluskerk is de parochiekerk van de tot de Oost-Vlaamse gemeente Lokeren behorende plaats Oudenbos, gelegen aan de F. Hanusdreef (Fernand Hanusdreef) 33.

## Geschiedenis
Deze kerk behoort bij een planmatig aangelegde arbeiderswijk, gebouwd vanaf 1921 ten behoeve van textielfabrikant Ferdinand Hanus. Van 1922-1923 werd gewerkt aan een kerk in neoromaanse stijl, met kenmerken van het expressionisme, naar ontwerp van Henri Jacquelin. Pas in 1926 werd de kerk definitief afgewerkt. Ook de pastorie werd toen gebouwd.

## Gebouw
Het betreft een driebeukige pseudobasiliek die naar het noorden georiënteerd is. De kerk is gebouwd in baksteen met zandstenen ornamenten zoals een bas-reliëf dat de bekering van Paulus voorstelt. De zware vierkante klokkentoren bevindt zich links van het portaal naast de kerk.